# Cladopsammia willeyi
Espèce
Statut CITES
Cladopsammia willeyi est une espèce de coraux appartenant à la famille des Dendrophylliidae.